# Macizo de Altái
El macizo de Altái (en ruso: Алтайские горы [Altayskie gory]; en turco: Altağ o Altay, de Al, «oro» y tağ, «monte»; en mongol: Altain-ula, «montañas de oro») es una cordillera de Asia Central, que ocupa territorios de Rusia, China, Mongolia y Kazajistán. En ella nacen los ríos Irtysh, Obi y Yeniséi. El término noroccidental de la cordillera se ubica en el 52° N y entre el 84° y 90° E (donde se fusiona con los montes Sayanes al este), y se extiende por el sudeste desde ese punto hasta aproximadamente 45°N 99°E / 45, 99, donde gradualmente pierde altura y se funde en el desierto de Gobi. 
La cordillera es también conocida como el Ek-tagh. Las «Montañas Doradas de Altái» fueron declaradas Patrimonio de la Humanidad natural de la UNESCO en el año 1998 debido a que «representa un centro importante y original de biodiversidad de flora de montaña y especies animales en Asia septentrional, cierto número de ellas son raras y endémicas».

## Geografía
En el norte del macizo se hallan los montes Sailughem, también llamados Altái de Kolyvan, los cuales se estiran hacia el oeste de los montes Sayanes. Sus elevaciones máximas fluctúan en torno a los 1750 m. Los pasos montañosos que atraviesan la cordillera, como el Ulan-daban y el Chapchan-daban, son escasos y difíciles de cruzar. Al este y sudeste, esta cordillera está flanqueada por la gran meseta de Mongolia. En la zona norte del macizo de Altái se encuentran varios lagos, como el Ubsa-nor, a 750 m sobre el nivel del mar; el Kirghiz-nor y el Durga-nor. En esta zona de los Altái que quedan al norte de Tavan Bogd Uul (4.356 m s. n. m.) cabe diferenciar, además, entre el Altái ruso cuya máxima altitud es Gorá Beluja (4.506 m) y el Altái Mongol (Mongol Altái Nuruu) cuya cumbre es el Monch Chajrchan Uul (4.231 m), donde termina el Altái de Gobi.

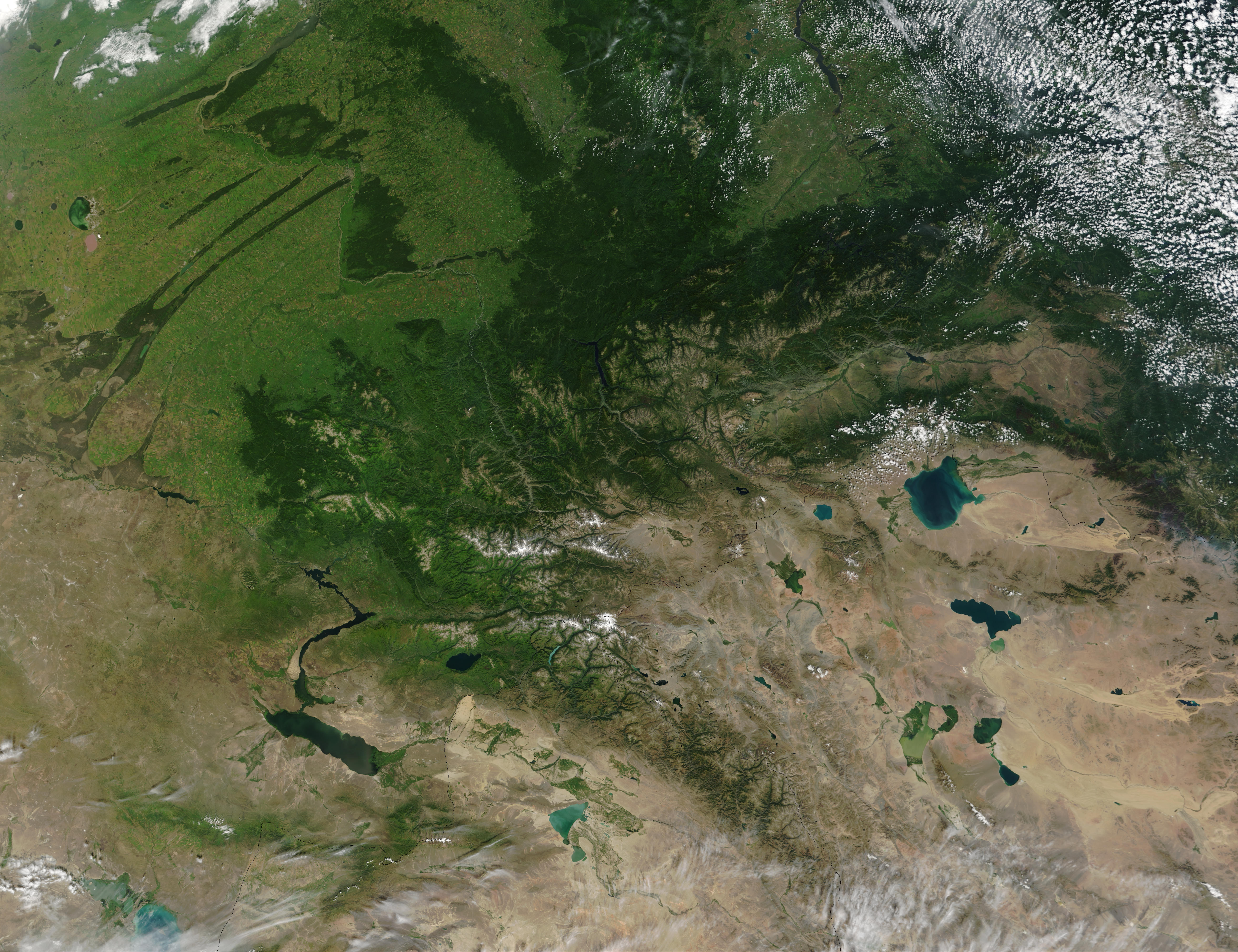
Vista satélite de las montañas

En el este y en el sureste está el Changajn Nuruu, ya en Mongolia Central. Su mayor altura es Otgon Tenguer Uul (4.031 m). En los Altái centrales, los montes Sailughem son extremadamente escarpados y poco accesibles. En este sector se ubica la más alta cumbre de la cordillera, el monte Beluja, cuyas dos puntas alcanzan los 4.506 y los 4.440 m, respectivamente, y las cuales dan origen a varios glaciares. Acá también se encuentra el Kuitun (3.660 m) y otros picos menores. Además existen algunas mesetas de baja altura (como aquella donde se emplaza Tomsk) y el valle del río Katún, que junto al río Biya forman el río Obi. Desde estos valles, cubiertos de prados alpinos, se originan los más bellos paisajes del macizo de Altái, al contrastar el verdor de la vegetación con las cumbres de las montañas y sus glaciares. Las partes medias y bajas del valle de Bujtarmá han sido colonizadas desde el siglo XVIII por campesinos rusos y protestantes ortodoxos, quienes crearon allí una república libre en territorio chino; y luego que esta parte del valle fuera anexada por Rusia en 1869, fue rápidamente recolonizada. En las cercanías del lago Telétskoye habita el pueblo telengit.
Hacia el este, el macizo de Altái separa la cuenca de Kobdo en el norte de la cuenca del Irtysh por el sur, aumentando la altitud del sistema montañoso desde la depresión de Dzungaria, pero disminuye en el norte por una pendiente relativamente corta hacia la meseta del noroeste de Mongolia. Tras el 94° E, la cordillera continúa por una serie doble de cadenas montañosas, todas las cuales presentan características orogénicas menos notorias y son considerablemente más bajas sus elevaciones. Estas cuestas y pendientes son habitadas principalmente por nómadas kirguizes.
Los cinco picos más altos del Altái son:
- Beluja (4.506 m), Kazajistán–Rusia
- Pico Juiten (4.374 m), China–Mongolia
- Mönkh Khairkhan (4.204 m), Mongolia
- Montaña Sutai (4.220 m), Mongolia
- Tsambagarav (4.195 m), Mongolia

## Fauna

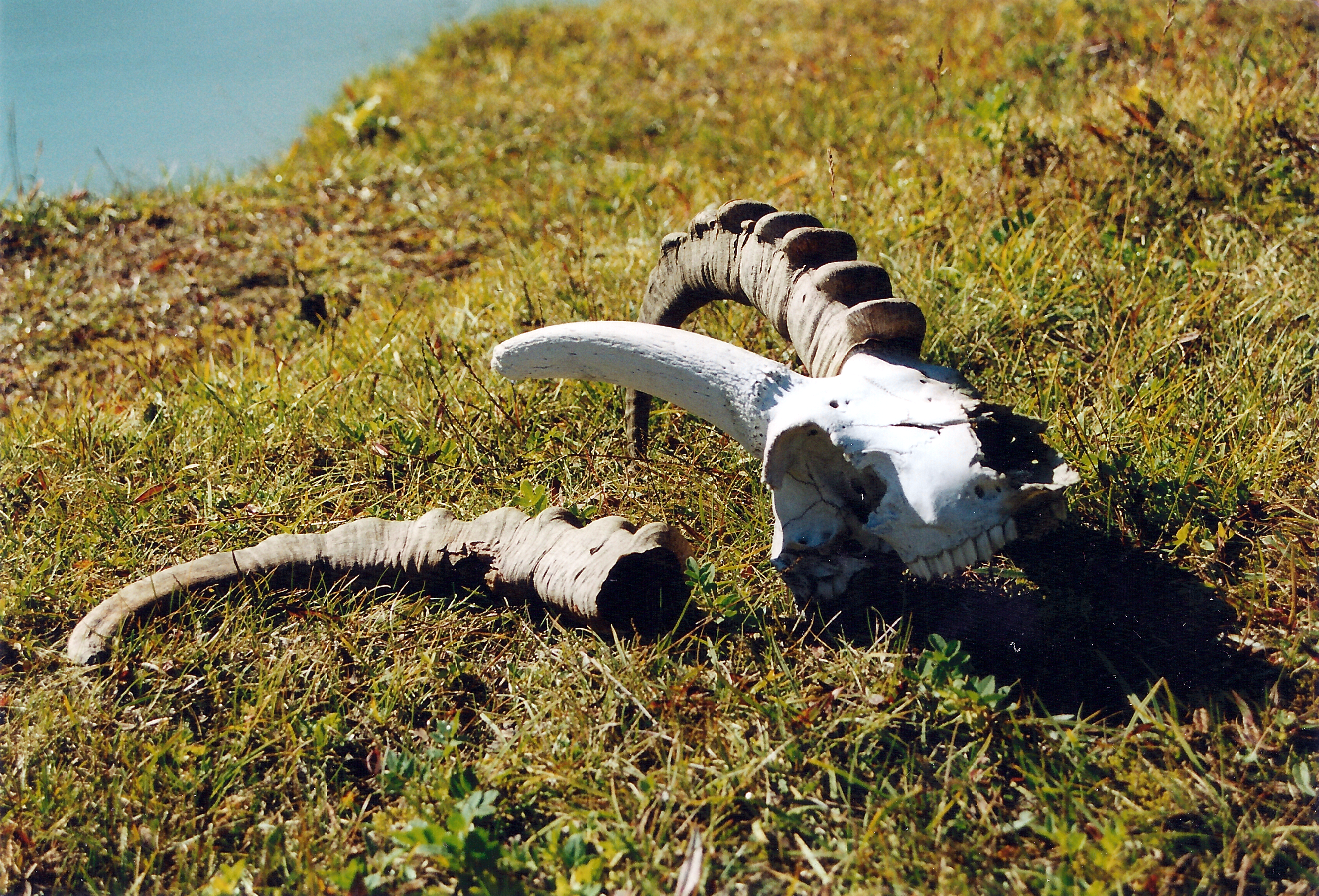
Cráneo de un íbice siberiano, encontrado cerca de Belukha.

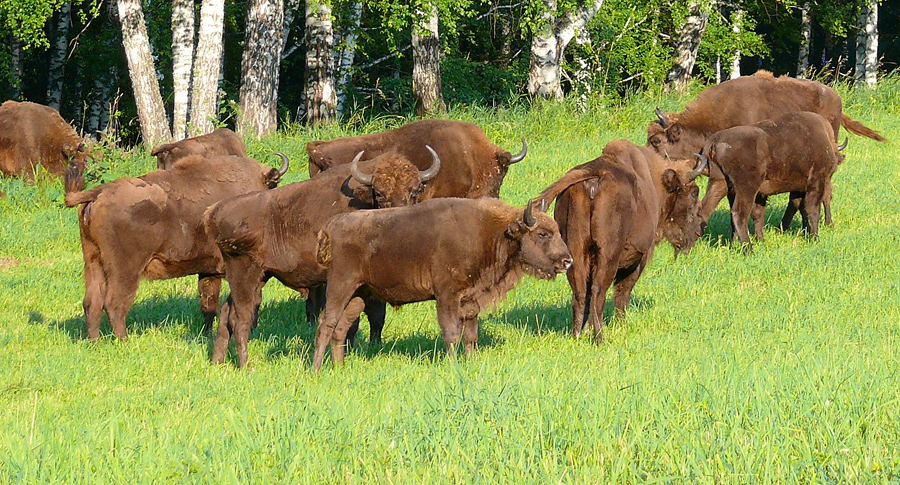
Rebaño de bisontes en un vivero de la Academia de Ciencias de Rusia en el Altái ruso (distrito de Shebalinsky, República de Altái).

La ecorregión de Altái-Sayan está ubicada en la intersección de las provincias faunísticas de Asia Central y Siberia.
Las montañas de Altái albergan una fauna diversa, debido a sus diferentes hábitats, como estepas, taigas del norte y vegetación alpina. Las laderas empinadas son el hogar del íbice siberiano (Capra sibirica), mientras que el raro argali (Ovis ammon) se encuentra en las laderas más suaves. Los cérvidos están representados por cinco especies: wapití de Altái (Cervus canadensis sibiricus), alce (Alces alces), reno del bosque (Rangifer tarandus valentinae), ciervo almizclero siberiano (Moschus moschiferus) y corzo siberiano (Capreolus pygargus). Los alces y los renos, sin embargo, están restringidos a la zona norte de la cordillera. El jabalí (Sus scrofa) se encuentra en las estribaciones más bajas y las tierras bajas circundantes. Hasta hace poco, la gacela mongola (Procapra gutturosa) se encontraba en las montañas rusas de Altái, más específicamente en la estepa del río Chuya, cerca de la frontera con Mongolia. Los grandes depredadores están representados por el leopardo de las nieves (Panthera uncia), los lobos (Canis lupus), el lince (Lynx lynx) y los osos pardos (Ursus arctos), en el norte también por el glotón (Gulo gulo). Allí también vive el cuón occidental (Cuon alpinus hesperius) (una subespecie del perro salvaje asiático del noroeste). La mayoría de las especies de la región son de origen mongol. El búho real de Siberia occidental (Bubo bubo) se puede encontrar en la parte occidental de las montañas.
Hasta el siglo XX, el tigre del Caspio (Panthera tigris tigris) se encontraba en la parte sur de las montañas de Altái, donde llegaba al lago Zaisan y al Irtysh Negro. También se disparó contra individuos aislados más al norte, por ejemplo cerca de Barnaul. Estrechamente relacionado con el tigre del Caspio está el tigre de Amur, que tiene el nombre taxonómico Panthera tigris altaica.
El bisonte europeo (Bison bonasus)  estuvo presente en las montañas de Altái hasta la Edad Media, quizás incluso hasta el siglo XVIII. Hoy en día hay un pequeño rebaño en un vivero en la República de Altái.
Las rana campestre (Rana arvalis) se encuentran cerca de cuerpos de agua de hasta 2000 m (6600 pies) en las montañas de Altái..

## Historia
Las montañas de Altái han conservado un clima notablemente estable, cambiando poco desde la última edad de hielo. Además, la mezcla de mamíferos se ha mantenido prácticamente igual, con algunas excepciones como los mamuts extintos, lo que la convierte en uno de los pocos lugares del planeta que conserva una fauna de la Edad de Hielo.
Las montañas de Altái fueron el hogar de la rama Denisovano de los homínidos contemporáneos de los neandertales y de los Homo sapiens (humanos modernos), descendientes de homínidos que llegaron a Asia antes que los humanos modernos. El hominino Denisova, datado en 40.000 años, fue descubierto en la Cueva Denisova de las montañas Altái, en el sur de Siberia, en 2008. El conocimiento de los humanos denisovanos se basa principalmente en pruebas de ADN y artefactos, ya que aún no se han recuperado esqueletos completos. Las pruebas de ADN se han conservado excepcionalmente bien debido a la baja temperatura media de las cuevas de Denisova. En la cueva de Denisova también se han encontrado huesos de neandertal y herramientas fabricadas por Homo sapiens, lo que la convierte en el único lugar del mundo donde se sabe que vivieron los tres homínidos.
En la Cueva de Razboinichya se encontró un cánido parecido a un perro de hace 33.000 años. Un análisis de ADN publicado en 2013 afirmó que estaba más emparentado con los perros modernos que con los lobos.
Los montes Altái han sido identificados como el punto de origen de un enigma cultural denominado Fenómeno Seima-Turbino que surgió durante la Edad del Bronce en torno al inicio del II milenio a. C. y provocó una migración rápida y masiva de pueblos de la región hacia zonas lejanas de Europa y Asia.
Algunos historiadores creen que la región montañosa de Altái puede haber sido el lugar donde nació el esquí, aunque esto sigue siendo discutido. Entre las pruebas que apoyan estas afirmaciones se incluyen varios petroglifos rupestres en las montañas de Altái, en la China actual, que representan figuras humanas sobre esquís que persiguen a un íbice. Según un estudio publicado por la Asociación Australiana de Investigación del Arte Rupestre (AURA) en 2016, se estimaba que este arte rupestre databa de hace entre 4.000 y 5.250 años, lo que en consecuencia significaba que podía ser tan antiguo o posiblemente más que el arte rupestre y los artefactos de esquí antiguos localizados en Escandinavia. Sin embargo, datar con precisión los petroglifos con la tecnología actual es muy difícil. El texto más antiguo que se conoce en el que se describe el esquí es de un texto chino que data de la dinastía Han occidental (206 a. C.-24 d. C.) y hace referencia a los esquiadores de las montañas Altái.

## Sitio patrimonial de la UNESCO

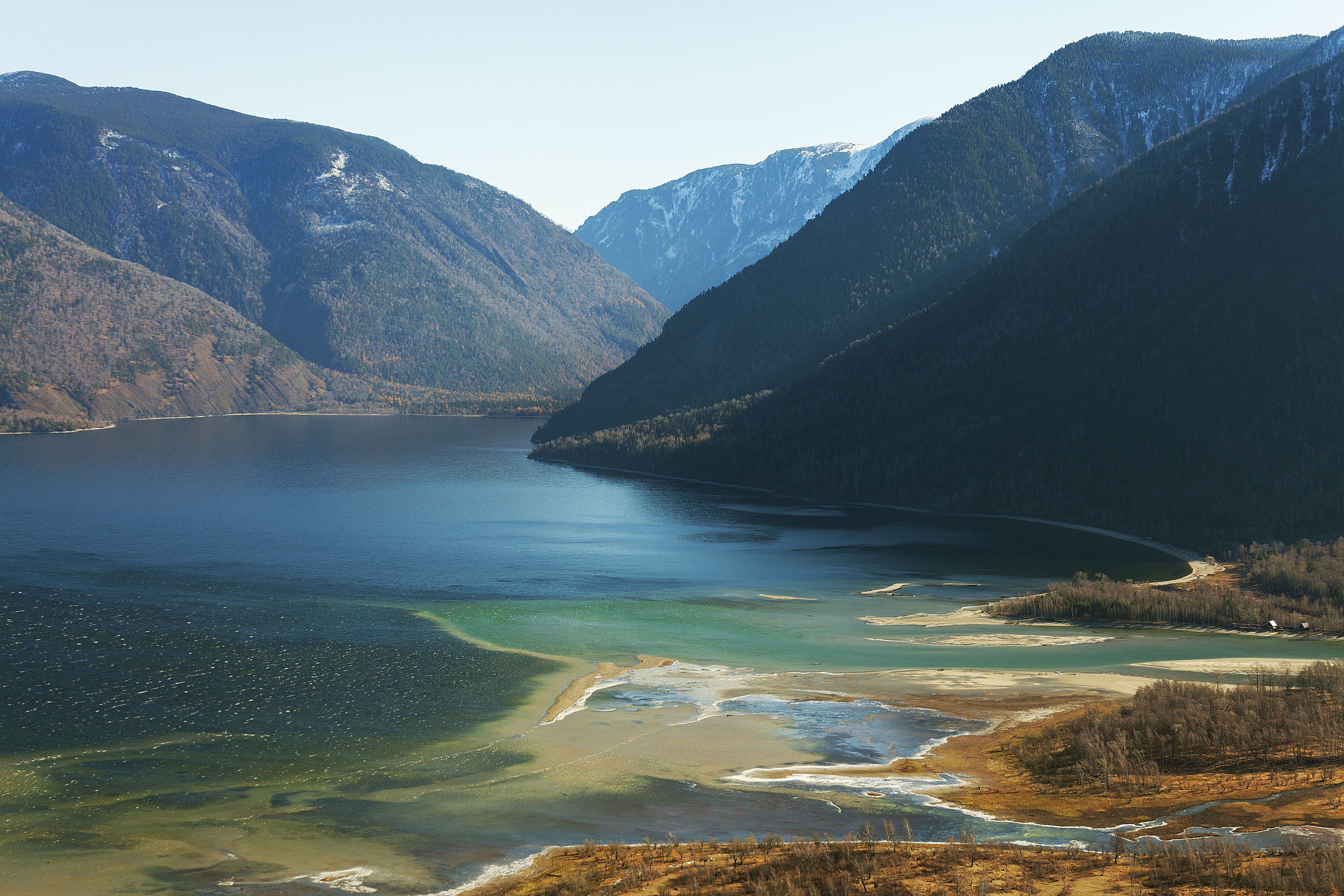
Lago Teletskoye.

Una vasta área de 16.175 km² —las reservas naturales de Altái y Kutún, el lago Telétskoye, el monte Beluja y la meseta de Ukok— comprenden un Patrimonio de la Humanidad de la Unesco llamado Montañas Doradas de Altái. Tal como la UNESCO ha señalado en su descripción del sitio, "la región representa la secuencia más completa de zonas altitudinales de vegetación en la Siberia central, desde estepas a vegetación típicamente alpina". Al hacer esta declaración, la UNESCO llamó a los rusos a preocuparse de la preservación de los mamíferos en peligro en Altái, como el leopardo de las nieves y el argali de Altái (especie de oveja salvaje). Este lugar es además el lugar de origen de una raza de caballos, el caballo Altái.

## Geología
El Altái siberiano representa la región más afectada en el hemisferio Norte por la colisión tectónica de India en Asia. Enormes sistemas de fallas atraviesan el área, como la falla de Kurái y la de Tashanta. Estos sistemas son típicos "empujes" de las fallas en forma de movimientos horizontales, algunas de las cuales están tectónicamente activas. Los tipos de rocas presentes en el macizo de Altái corresponden a granito y rocas metamórficas, algunas de las cuales se elevan en considerables dimensiones cerca de las zonas de fallas.
En cuanto a la minería, en la parte occidental de Altái se puede encontrar volframio, y otros minerales como el asbesto, el hierro y el mercurio.

### Actividad sísmica
El 27 de septiembre de 2003 un gran terremoto de magnitud 7,3 sobrevino en la cuenca de Chuya, al sur de la región de los Altái. La actividad sísmica es, no obstante, de rara ocurrencia. Dicho terremoto y sus réplicas devastaron bastante la región, causando daños por cerca de 10,6 millones de dólares y destruyó la aldea de Beltir.

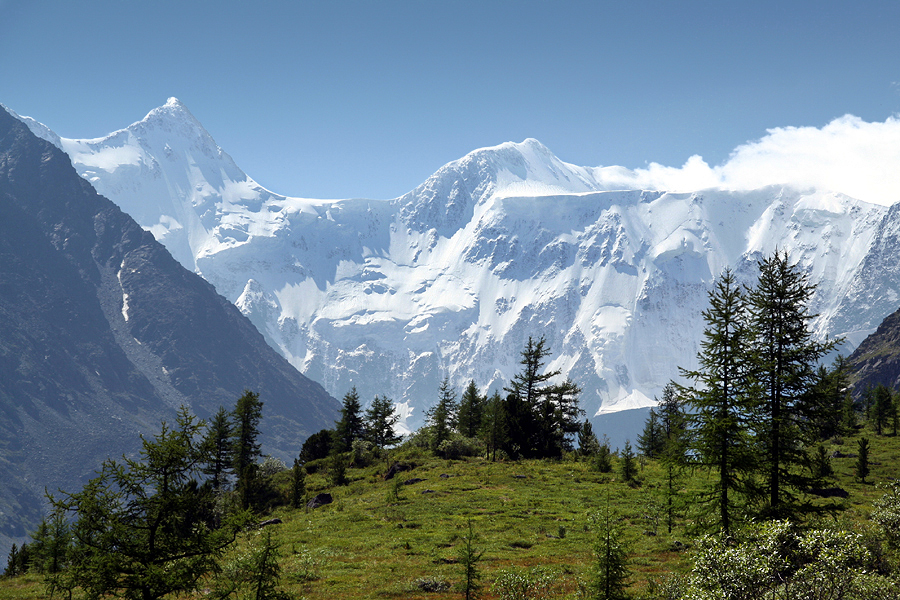
Monte Beluja
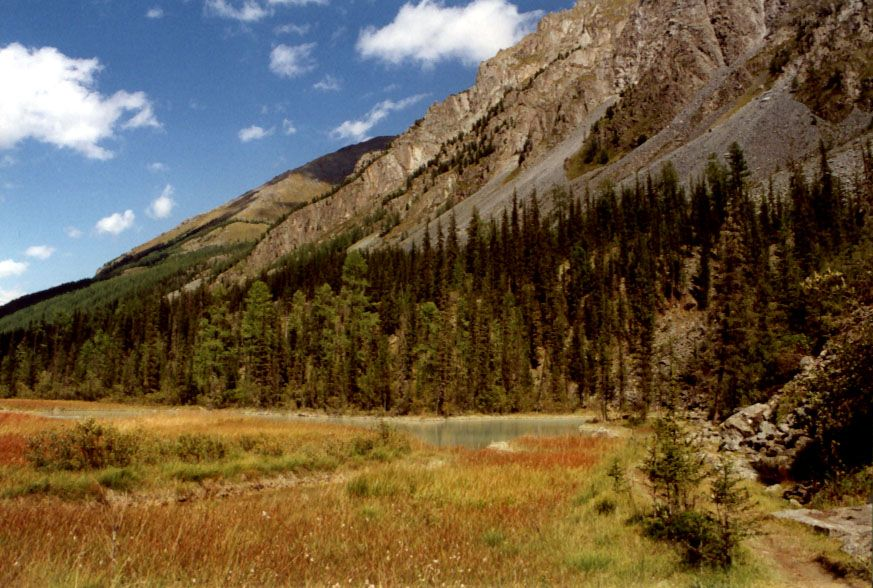
Valle de Kucherlá, Altái
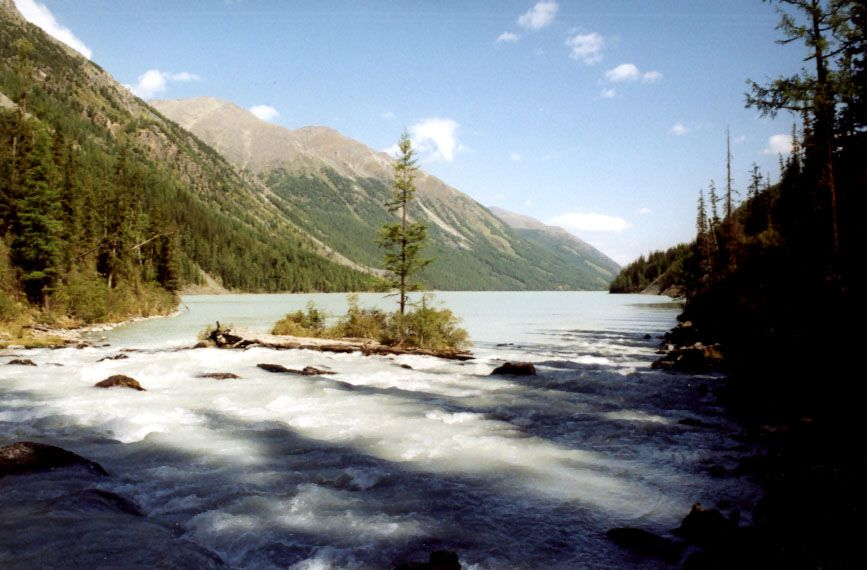
Lago Kucherlá, Altái